# 山本眞樹夫
山本 眞樹夫（やまもと まきお、1949年10月4日 - ）は、日本の商学者・会計学者。経済学博士（東北大学）。元小樽商科大学学長。北海道小樽市出身。
北海道小樽潮陵高等学校時代は、品川守（元国土交通省北海道局長）らとグループサウンズでギターを弾いていた。山内進（元一橋大学学長）、前野一夫（千葉大学名誉教授）なども高校の同級生。1972年小樽商科大学商学部卒業。1974年同大学院商学研究科修士課程修了。1978年東北大学大学院経済学研究科博士課程修了。その後、福島県立会津短期大学講師、小樽商科大学商学部講師、同商学部助教授、1991年同商学部教授、同副学長及び理事を経て、2008年第9代小樽商科大学学長に就任。2014年3月小樽商科大学退官。同名誉教授。2014年4月帯広畜産大学監事に就く。

## 研究
会計学全般を領域とし、特にインターネットを利用した会計学の教育に力を置く。なお、学長就任以降は教育論や大学経営論の論文に力点を置いている。

## 業績
- 『会計情報評価論の意義と限界 証券価格による会計情報評価フレームワークにおける検証仮説と支持仮説』（研究年報経済学 41巻2号, 1979年）
- 『会計的思考と会計的記号』（研究年報経済学 44巻2号, 1982年）
- 『会計的思考と会計測定構造 会計的思考モデルによる資金計算構造の分析を中心として』（会計 126巻3号, 1984年）
- 『会計における交換取引の認識と測定 : 「会計的思考モデル」と損益計算』（商學討究 38巻2号, 1987年）
- 『会計情報の意味と構造』（同文舘出版、1992年）
- 『会計的思考モデルと有価証券の評価』（研究年報経済学 63巻4号, 2002年）